# Мигрантофобия в России
Мигрантофобия в России имеет различные выражения. Подобно многим европейским странам, Россия пережила постколониальные процессы, выразившиеся в данном случае в массовой миграции из бывших окраинных территорий СССР. Эти процессы стали причиной социальной напряжённости, в которой проявляются антииммигрантские настроения. В массовом сознании происходят процесс расиализации «мигрантов» и развитие местных эвфемизмов «чёрные» и «лица кавказской национальности».
Возросшие масштабы миграции и структурная трансформация этого процесса стали одной из причин роста ксенофобии и переориентации радикальных националистов на борьбу с увеличением числа иноэтничных мигрантов. Ещё в 1990-е годы сформировалась политическая философия антимиграционизма, основу которой составили расово-этнические «аргументы» и образы.
Значительную роль в распространении антииммигрантских настроений в России играют СМИ. Эта пропаганда навязывает жителям России расовые чувства. Пока она получает поддержку, программы по воспитанию толерантности не способны изменить ситуацию.
В России действия, направленные на возбуждение ненависти или вражды по признакам расы, национальности, религии и др., запрещены в Конституции и Уголовном кодексе.

## Объекты
В России «принимающее» население сталкивается чаще с иноэтничными мигрантами, поэтому мигрантофобия чаще имеет этническую окраску. Поскольку мигрантофобия усиливается в случае принадлежности иноэтничных мигрантов к «чужой» для местного большинства религии или отсутствии у них местного гражданства, то выходцы из Средней Азии и Азербайджана принадлежат к наиболее уязвимым группам мигрантов в большинстве российских регионов. Россияне сравнительно толерантны к приезжим из Украины, Молдовы, Белоруссии, которые визуально не выделяются в «принимающем» сообществе. В отношении других этнических групп респонденты опросов преобладает раздражение, неприязнь, недоверие. Высоким является уровень нетерпимости по отношению к внутренним мигрантам с Северного Кавказа.
Н. А. Митрохин писал (2003), что новыми «врагами» для русских националистов стали «чужаки, недавние пришельцы на улицы родных городов, плохо говорящие по-русски и ведущие себя не по „понятиям“ (то есть „нашему“ своду законов), — „чёрные“, „чурки“, „чучмеки“, „хачики“ и иже с ними».
Мигрантофобия в современной России направлена и против этнических русских иммигрантов, что позволяет в данном случае исключить связь между антииммигрантскими настроениями и дискурсом этнического национализма. Ключевую роль в этой новой ситуации играют культурно сконструированные оппозиции, такие как «местный/неместный», «коренной/некоренной». Эти оппозиции существуют в контексте претензий на привилегированные социальные и политические статусы, что характерно для структуры имперских отношений.

## Причины
Рост ксенофобии, наблюдавшийся в 1990-е годы, объясняется как травматическим воздействием коренных социально-политических и экономических изменений в российском обществе, так и уменьшением в этот период сдерживающей силы в лице правоохранительных органов. По данным «Левада-центра», когда россияне адаптировались к новым реалиям почти сошли на нет — во всяком случае, в общественных дискуссиях — распространённые в 1990-е годы фобии утраты ресурсов, исключая опасений конкуренции за рабочие места и демпинга в плане оплаты труда; не менее распространёнными были в то время и фобии утраты идентичности. Последние, напротив, усилились, но изменился дискурс: масс-медиа и публичные политики предпочитают обращаться к идеям «культурной матрицы», «культурного кода», «культурных скреп» и др. Культура рассматривается как этнически имманентная, вопреки тому, что идеи врождённой культуры, национального характера и т. п. в рамках современной социологии полностью дискредитированы или являются устаревшими. «Культурный расизм», который заменяет иерархию рас биологического расизма представлениями о несовместимости «культур», вреде их смешения, в настоящее время, в том числе в России, более распространён, чем «классический» расизм.
В основе антииммигрантского дискурса лежат идеологические конструкции, созданные советскими и постсоветскими учёными и экспертами, которые ввели такие категории, как «локальная цивилизация», «этнос», «суперэтнос», «экология культуры», «пассионарность» и «этнокультурный портрет». Кроме того, этот дискурс включает сравнительно недавние заимствования из западных расовых дискурсов — «порог толерантности», «архетип», «культурная дистанция». Сочетание этих двух традиций создаёт интеллектуальный ландшафт современной России, который весьма способствует росту культурного расизма.
Ксенофобия и мигрантофобии распространяются по причинам расширения социально-мобилизационной базы и активизации этнических антрепренеров. По мнению В. А. Тишкова, в дискурсе «расизма» это не только бытовой расизм, но также политический расизм, продвигаемый рядом политических организаций, а также институциональный расизм, присущий ряду социальных институтов, включая армию, школу, здравоохранение, социальную помощь, религиозные организации.

## Роль СМИ
В России антииммигрантские настроения озвучиваются, поддерживаются или культивируются многими СМИ, в которых приезжие представлены как разносчики инфекций, нечистоплотные торговцы, конкуренты на рынке труда, захватчики жилья и других социальных благ, преступники, наркоторговцы, лояльные своим «племенам» и «кланам» и, в конечном итоге, террористы; также утверждается о резкой смене этнодемографической ситуации в пользу «этнических общин».
С начала 2000-х годов образы «кавказского врага» и нежелательного «мигранта» культивировались журналистами несколькими способами: широкое использование термина «лицо кавказской национальности», вызывавшего у читателя подозрительность и настороженность; оппозиция кавказцы/русские часто принимала упрощённую форму «они» и «наши», это вызывало у читателя ощущение, что «кавказцы» являются «не нашими», абсолютными чужаками; публикации о Кавказе и кавказцах касались исключительно негативных тем — криминала, мошенничества, беженцев, беспорядков на продуктовых рынках, нападений скинхедов и др.; статьи о кавказцах и мигрантах в целом получали сенсационные заголовки, направленные на создание и усиление тревоги читателей («Нелегальная Россия», «Иноземцы заселили полстраны», «Враг ты мой кавказский», «Покорение Кавказом», «Поход Кавказа на Москву», «Великое переселение кавказцев», «Мигрант для России — напасть или благо», «Почему мы не любим лиц кавказской национальности», «Китайская экспансия в России», «Цыганская мафия наживается на нищих инвалидах», «Россия косоглазая, желтолицая, черноволосая», «Москва с раскосыми глазами», «Мигранты крадут у России миллиарды» и др.), причем это было характерным и для статей, в которых предпринимались попытки дать взвешенную картину и передать позитивный образ кавказцев; крупными буквами печатались подзаголовки типа «Чужие» или же рассуждения, которые раскрывали антимигрантское содержание статьи («Если гости кладут ноги на стол, виноваты хозяева», «Московские рынки, оккупированные кавказцами, вызывают сначала раздражение, потом возмущение, а напоследок — обиду и горечь», «Грозит ли Москве русский бунт? Место лимитчиков заняли выходцы с Кавказа. Национальность как сфера бизнеса», «Место путан в губернии часто занимают нелегалы», «Каждый десятый житель Москвы проживает в столице незаконно», «В северной столице прочно обосновались чеченские и казанские криминальные сообщества») и навязывали негативное отношение к мигрантам как к ферменту беспорядков и криминала; статьи часто сопровождались фотографиями, которые вызывали негативные ощущения (например, рядом помещены две фотографии: талибы, которые воюют в Афганистане, и — задержанные милицией иммигранты); статьи содержали особенно тревожную лексику («оккупация», «экспансия», «вторжение», «нашествие», «лавинообразный наплыв», «полчища нелегалов», «кавказская волна», «нездешние торговцы» и др.), которая возбуждала негативные эмоции; мигранты прямо обвинялись в том, что занимают «предназначавшиеся москвичам» квартиры, любыми путями получают престижные рабочие места или должности, усиливают криминогенную обстановку и готовятся к вытеснению из Москвы «коренных москвичей».
Ксенофобии способствуют отдельные документальные и художественные фильмы. Кинематограф 2000-х годов целенаправленно изображал мигрантов преступниками. Так, после просмотра фильма Александра Невзорова «Чистилище», посвящённого Первой чеченской войне, который был показан 21 марта 1998 года, обозреватель газеты «Завтра» Владимир Бондаренко писал: «Не удивлюсь, если после этого фильма пойдет волна погромов кавказцев на провинциальных русских рынках…». Его предположение оправдалось. В сентябре 2002 г. по каналу ОРТ был показан документальный фильм, в котором зрителю были демонстрировались подпольные мастерские и притоны, содержавшиеся иммигрантами из Китая. Китайские предприниматели изображены исключительно негативно. Одновременно из Москвы были депортировали 212 китайских и вьетнамских нелегальных иммигрантов. В начале 2007 году в прокат вышел фильм «Поцелуй бабочки», в котором китайцы снова представлялись распространителями криминала и носителями совершенно чуждой культуры, которую местные жители не могут понять.
В мае 2008 году по РенТВ демонстрировался документальный фильм «Мигранты. Новая лимита» о «проблеме» гастарбайтеров в России. Фильм делает попытку донести сложность этого вопроса, однако его стержнем стала «этническая преступность», а вся ответственность за ухудшение криминальной обстановки была возложена на нелегальных мигрантов. В фильме озвучивалось, что цифра 40 % преступлений в Москве совершается приезжими. При этом умалчивалось, что подавляющее число приезжих были гражданами России из соседних регионов. Авторы красочно демонстрировали преступления, совершённые гастарбайтерами из стран СНГ.
Некоторые российские СМИ, занимающие радикальную позицию, фактически оправдывают и поддерживают скинхедов. Так, корреспондент газеты «Завтра» (1998) пытался выдать нападения последних на студентов РУДН за обычные потасовки между молодыми парнями, а также демонизировал чернокожих студентов, по его словам, охотившихся за невинными русскими подростками и готовивших для них «камеры пыток». Он утверждал, что под разговоры о борьбе с расизмом студенты несправедливо обвиняют русских в «фашизме» и стремятся ввести свой «интернациональный порядок». Спустя несколько месяцев газета «Завтра» опубликовала гневное письмо читателей, которые протестовали против ареста скинхеда С. Токмакова, избившего Уильяма Джефферсона, «чёрного» охранника посольства США. Авторы объявили, что «в Москве — хозяева кто угодно, только не русские». Антииммигрантские настроения скинхедов опираются в том числе на алармические рассуждения российских журналистов об иммиграции и её последствиях, что неоднократно фиксировалось журналистами, беседовавшими со скинхедами.
Журналисты нередко отводят гнев скинхедов от чиновников, которые ответственны за такие проблемы как волокита с выдачей иммигрантам необходимых документов, невнятная иммиграционная политика, высокий уровень коррупции и др. и направляют эти эмоции против самих иммигрантов. Широко публикующиеся в СМИ данные о размерах миграции отличаются большой неточностью, противоречивостью, завышенностью и являются малодостоверными. Их целью может быть не информирование о реальных миграционных процессах, а создание тревожных ощущений, усиления чувства опасности.

## Развитие
В 1990-е годы на Кубани появилось сравнительно много мигрантов, которые прибывали в особенности из кавказских регионов, где была нестабильная политическая обстановка и происходили этнические конфликты. По мнению местных чиновников и законодателей, миграция создавала для Краснодарского края серьёзные социальные проблемы. Мигрантов предъявляли такие обвинения, как снижение уровня жизни местного населения, обострение социальных проблем, ухудшение криминогенной обстановки и провоцирование межэтнических конфликтов, хотя все эти утверждения не подтверждались фактами. Негативнее всего чиновники относились как имевшему место по их словам изменению «исторически сложившегося баланса численности основных национальных групп». Отдельными чиновниками мигранты отождествлялись с оккупантами, чиновники внушали местным жителям, что возможно возникновение «Кубанского Косова».
В 2000-х годах ксенофобные настроения получили широкое распространение. В 2002—2012 годах более чем на четверть снизилась доля респондентов, которые не чувствовали враждебности к представителям других национальностей. Лозунг «Россия для русских», имевший поддержку не только среди русских, но у представителей традиционных для России меньшинств, пользовался в 2000-х годах возраставшей популярностью. По данным «Левада-центра» в ноябре 2012 года только 23 % респондентов отнеслись к нему отрицательно, полагая, что это «настоящий фашизм» — против 30 % согласно данным 1998 года.
Отношение к большинству этнических групп не меняется в течение многих лет или меняется незначительно. Исключением являются внутренние мигранты с Северного Кавказа, в отношении которых наблюдается рост ксенофобии. После событий на Манежной площади поддержка лозунга «Хватит кормить Кавказ» не опускалась ниже 57 %; в ноябре 2012 года составляла 65 %.
В 2002—2011 годах в России действовало неонацистское объединение «Движение против нелегальной иммиграции» (ДПНИ), являвшееся одним из основных организаторов «Русского марша», ежегодных шествий и митингов русских националистических организаций и движений, многие из которых являются неонацистскими, где в том числе продвигаются антииммигрантские идеи. Большой численности участников этого мероприятия в 2011 году способствовали не только эффективные действия организаторов, общая политическая обстановка, но и изменение общественных настроений — в этом году доля жителей России, солидарных с националистами в требовании ограничить внешнюю миграцию в страну, выросла до 68 %.
По данным опроса «Левада-центра» в январе 2022 года, только 4 % россиян согласны, чтобы выходцы из Центральной Азии были членами их семьи, а четверть предлагают не пускать их в Россию.
Художественное описание культурных проблем миграции содержится, в частности, в пьесе «Хач» (2014) У. Б. Гицаревой. Пьеса воссоздаёт яркую картину географического, социального и психологического отчуждения людей, вынужденных покинуь свою родину в поисках лучшей доли, но получивших в новой стране лишь «острое ощущение заброшенности, забытости, изгойства, территориальной и культурной маргинальности». Автор передаёт трагизм положения этнического мигранта, рассматриваемого как «человек третьего сорта».
В конце марта 2024 года после теракта в «Крокус Сити Холле», произошедшего вечером 22 марта, организаторами которого оказались граждане Таджикистана, начался новый всплеск мигрантофобии и ксенофобии в российском обществе.
Согласно исследованию «Лаборатории будущего» «Новой газеты» от июня 2025 года, менее 1 % россиян поддерживают привлечение мигрантов для решения демографических проблем России (падение рождаемости, старение населения). Около 80 % против присутствия мигрантов на рынке труда, две трети считают, что миграция наносит вред российским регионам, а еще 50 % — что мигранты занимают рабочие места, на которые могли бы претендовать местные жители.